# باشگاه فوتبال آمریکا ماناگوا
آمریکا ماناگوا یک تیم فوتبال از نیکاراگوئه است که آخرین بار در فصل ۱۱–۲۰۱۰ در سطح اول کشور بازی کرد.

## افتخارات
- لیگ برتر نیکاراگوئه: ۳ قهرمانی